# Thào Xuân Sùng
Thào Xuân Sùng (sinh ngày 29 tháng 11 năm 1958) là chính trị gia người H'Mông. Ông nguyên là đại biểu quốc hội Việt Nam khóa XIV, thuộc đoàn đại biểu tỉnh Hà Giang và nguyên là Chủ tịch Hội Nông dân Việt Nam., Ủy viên Hội đồng Dân tộc của Quốc hội Việt Nam. Ông là ủy viên Ban Chấp hành Trung ương Đảng Cộng sản Việt Nam khóa XII, nguyên Phó Trưởng ban thường trực Ban Dân vận Trung ương Đảng Cộng sản Việt Nam. Ông từng là Bí thư Tỉnh ủy tỉnh Sơn La nhiệm kì 2010-2015.

## Xuất thân và giáo dục
Thào Xuân Sùng quê quán ở xã Long Hẹ, huyện Thuận Châu, tỉnh Sơn La.
Ông có bằng Tiến sĩ ngành Lịch sử Đảng Cộng sản Việt Nam. Trình độ:
- Văn hóa: 10/10
- Chuyên môn: Tiến sỹ khoa học Lịch sử Đảng
- Lý luận chính trị: Cử nhân
- Ngoại ngữ: Pháp B

## Sự nghiệp
Thào Xuân Sùng gia nhập Đảng Cộng sản Việt Nam vào ngày 12 tháng 7 năm 1984.
Chiều 27/12/2017, lãnh đạo Ban Tổ chức Trung ương Đảng Cộng sản Việt Nam đã thay mặt Bộ Chính trị Ban Chấp hành Trung ương Đảng Cộng sản Việt Nam công bố quyết định phân công ông làm Bí thư Đảng đoàn, Chủ tịch Hội Nông dân Việt Nam.
Ngày được tuyển dụng làm cán bộ, công chức: 01/01/1980.
Ngày vào Đảng: 12/7/1984, ngày chính thức: 12/01/1986.
Ông là Cựu học sinh Trường THPT Tuần Giáo, Điện Biên.
Từ tháng 7/1979-7/1984: Được tuyển dụng làm nhận viên hợp đồng, sau đó làm cán bộ Ban Tuyên giáo Tỉnh ủy và học Đại học Lý luận Mác – Lê Nin chuyện ngành Khoa học Lịch sử Đảng tại Viện nghiên cứu Chủ nghĩa Mác – Lê nin và tư tưởng Hồ Chí Minh, nay thuộc Học viện Chính trị quốc gia Hồ Chí Minh.
Từ tháng 8/1984- 3/1986: Làm cán bộ nghiên cứu tuyên truyền Ban Tuyên giáo Tỉnh ủy Sơn La.
Từ tháng 4/1986-5/1987: Ủy viên Ban Thường vụ Tỉnh đoàn, Trưởng ban Tuyên huấn, An ninh – Quốc phòng Tỉnh đoàn Sơn La. Học Trường Đoàn cao cấp BKIII Liên Xô.
Từ tháng 5/1987-10/1992: Ủy viên BCH TW Đoàn, Bí thư Tỉnh đoàn Sơn La; Đại biểu HĐND tỉnh, Trưởng Ban Văn hóa – Xã hội.
Từ tháng 11/1992-11/1993: Tỉnh ủy viên, Ủy viên Ban Thường vụ TW Đoàn, Bí thư Tỉnh đoàn Sơn La; Đại biểu HĐND tỉnh, Trưởng Ban Văn hóa – Xã hội.
Từ tháng 11/1993-12/1994: Tỉnh ủy viên, Bí thư Huyện ủy Mường La; Đại biểu HĐND tỉnh, Trưởng Ban Văn hóa – Xã hội.
Từ tháng 12/1994-5/1996: Tỉnh ủy viên, Phó Chủ tịch UBND tỉnh Sơn La; Đại biểu HĐND tỉnh; Học viên Học viện Hành chính Quốc gia.
Từ tháng 6/1996-11/1999: Ủy viên BTV Tỉnh ủy; Trưởng Ban Tuyên giáo Tỉnh ủy Sơn La; Đại biểu HĐND tỉnh Sơn La.
Từ tháng 11/1999-12/2000: Ủy viên BTV Tỉnh ủy, Chủ tịch HĐND tỉnh Sơn La; Học viên Học  viện Quốc phòng.
Từ tháng 12/2000-6/2002: Phó Bí thư thường trực Tỉnh ủy, Chủ tịch HĐND tỉnh Sơn La. Đại biểu Quốc hội khóa XI, Trưởng đoàn đại biểu Quốc hội tỉnh Sơn La.
Từ tháng 6/2002-10/2002: Quyền Bí thư Tỉnh ủy, Chủ tịch HĐND tỉnh Sơn La.
Từ tháng 10/2002-01/2011: Bí thư Tinh ủy, Chủ tịch HĐND tỉnh Sơn La. Tại Đại hội đại biểu toàn quốc lần thứ X của Đảng, được bầu vào Ban Chấp hành Trung ương Đảng, Đại biểu Quốc hội khóa XII, Trưởng đoàn đại biểu Quốc hội tỉnh Sơn La.
Từ tháng 1/2011-6/2012: Ủy viên Trung ương Đảng, Bí thư Tỉnh ủy, Chủ tịch HĐND tỉnh Sơn La. Tại Đại hội đại biểu toàn quốc lần thứ XI của Đảng được bầu vào Ban chấp hành Trung ương Đảng, Đại biểu Quốc hội khóa XII, Trưởng đoàn đại biểu Quốc hội khóa XIII tỉnh Sơn La.
Từ tháng 6/2012-12/2017: Ủy viên Trung ương Đảng, Phó Trưởng ban và Phó Trưởng ban Thường trực Ban Dân vận Trung ương, Đại biểu Quốc hội khóa XIV
Từ tháng 1/2018 đến nay: Ủy viên Trung ương Đảng, Bí thư Đảng đoàn Hội Nông dân Việt Nam, Đại biểu Quốc hội khóa XIV
Ngày 13 tháng 12 năm 2018, tại đại hội đại biểu toàn quốc Hội Nông dân Việt Nam khóa 17 nhiệm kỳ 2018 – 2023, Thào Xuân Sùng tái đắc cử chức vụ Chủ tịch Hội Nông dân Việt Nam với tỉ lệ 100% phiếu thuận.